# Solenopsis picquarti
Solenopsis picquarti é uma espécie de formiga do gênero Solenopsis, pertencente à subfamília Myrmicinae.